# Pathfinder (группа)
Pathfinder — польская группа, выступающая в жанре симфонического пауэр-метала. Основана в 2006 году басистом Arkadiusz Ruth’ом и гитаристом Karol’ом Mani. На данный момент является единственным представителем данного жанра в Польше. Для творчества коллектива характерен мелодичный пауэр-метал с обилием симфонических вставок в стиле Rhapsody, а также скоростными соло а ля DragonForce. В 2008 году группа записала демо под названием «The Beginning», состоящее из четырёх треков, два из которых в дальнейшем были включены в полноформатный альбом.
4 августа 2010 года вышел их дебютный альбом «Beyond the space, beyond the time», выпущенный на японском рынке. Его европейская премьера состоялась 18 марта 2011 года.
Мировая премьера второго студийного альбома Pathfinder «Fifth Element» состоялась 26 мая 2012 года. Премьера в Японии и Азии состоялась 23 мая 2012 года.

## Состав

### Нынешний состав
- Arkadiusz E. Ruth — бас-гитара, оркестровки (с 2006)
- Karol Mania — гитара, электрогитара (с 2006)
- Krzysztof «Gunsen» Elzanowski — электрогитара (с 2006)
- Kacper Stachowiak — ударные (с 2011)
- Sławomir Belak — клавишные, оркестровки (с 2006)

### Бывшие участники
- Kamil Ruth — ударные (2006—2011)
- Szymon Kostro — вокал (2006—2013)

## Дискография

### Студийные альбомы
- Beyond the space, beyond the time (2010 в Японии; 2011 в Европе)
- Fifth Element (2012) (23 мая — Япония, 26 мая — Европа)

### Синглы
- «Moonlight Shadow» (2010)

### Демозаписи
- Pathfinder (Demo) (2007)
- The Beginning (2008)